# Nils Åkesson i Sandby
Nils Åkesson (i riksdagen kallad Åkesson i Sandby), född 5 maj 1836 i Sandby församling, Malmöhus län, död där 29 mars 1924, var en svensk hemmansägare och riksdagsman.
Åkesson var hemmansägare i Södra Sandby i Malmöhus län. Han var även politiker och ledamot av riksdagens andra kammare 1886–1905, invald i Torna härads valkrets. Han var därunder suppleant i statsutskottet 1888–1890 och 1894–1905.